# Dommelwall
Der Dommelwall ist eine Insel im Seddinsee, nahe der südöstlichen Stadtgrenze Berlins.

## Lage
Die Insel liegt im Nordosten des Sees nahe der Ortschaft Gosen zwischen den Inseln Nixenwall und Berg.

## Geschichte
Die Insel wurde 1931 von Leberecht Migge vom Bezirk Köpenick gepachtet. Der Pachtvertrag wurde 1933 erneuert und verlängert. Landschaftlich gehört die Insel zum Gosener Graben, sie ist überwiegend sumpfig. Leberecht ließ den nördlichen Teil der Insel 1932/1933 mit Müll aufschütten. Er  hatte dazu mit einer Berliner Müllentsorgungsgesellschaft einen Vertrag geschlossen. Im nördlichen Teil der Insel entstand ein kleiner Steg, an der Westseite befindet sich eine kleine Liegewiese. Ebenfalls im nordöstlichen Teil befindet sich das von Migge gebaute Haus.
Auf der – in Anlehnung an den Sonnenhof in Worpswede benannten – „Sonneninsel“ lebte Migge mit Liesel Elsässer, Ehefrau des Frankfurter Stadtarchitekten Martin Elsaesser. Später lebten und wohnten auch etliche Menschen aus dem Familien- und Freundeskreis von Liesel Elsässer, um den Bombenangriffen des Zweiten Weltkriegs aus dem Weg zu gehen, da mit hoher Wahrscheinlichkeit anzunehmen war, dass diese abgelegene Gegend nicht betroffen sein würde. Liesel Elsässer hat dort bis 1946 gelebt. Migge war bereits 1935 verstorben. Ab September 1945 wurde die Insel von sowjetischen Soldaten  mehrmals geplündert und schließlich 1946 von den Bewohnern aufgegeben. Das Haus und die Pacht wurden an eine Westberliner Familie verkauft, die die Insel bis zum Mauerbau 1961 als Wochenend- und Ferienort benutzte.
Für den Filmwissenschaftler Thomas Elsaesser ist die Insel Dommelwall im Seddinsee ein Beispiel „für einen Berliner Erinnerungsort. Der Gartenarchitekt Leberecht Migge, der unter anderem die Grünanlagen für die Berliner Großsiedlung ‚Onkel Toms Hütte‘ gestaltet hatte, versuchte hier in den frühen dreißiger Jahren seine Ideen vom Aussteigen und von der Selbstversorgung in die Praxis umzusetzen. Migge sei ein Urahn der grünen Bewegung, sagte Elsaesser, aber seine Ideen ließen sich auch gut in die Blut-und-Boden- und Volksgesundheits-Ideologie der Nazis einbauen“.
Unter dem Titel Die Sonneninsel ist im Jahr 2017 unter der Regie von Thomas Elsaesser ein Dokumentarfilm erschienen, der vor allem anhand von Amateurfilmaufnahmen seines Vaters, die dieser zwischen 1940 und 1956 mit seiner Kamera gedreht hat, diesen Teil der Insel- und Familiengeschichte beleuchtet. Die Sonneninsel wurde am 16. April 2018 auf 3sat ausgestrahlt und seitdem auf zahlreichen Festivals und wissenschaftlichen Kongressen vorgeführt.
Heute ist de Insel unbewohnt und als Naturschutzgebiet geschützt.